# ژاک شارل فرانسوا استورم
ژاک شارل فرانسیس اشتورم (۲۹ سپتامبر ۱۸۰۳–۱۵ دسامبر ۱۸۵۵) یک ریاضی‌دان فرانسوی بود.

## زندگی‌نامه
وی در ژنو متولد شد. خانواده پدری او جین هنری اشتورم ۵۰ سال قبل از تولد وی از استراسبورگ مهاجرت کرده بودند.
نام مادر او جین لوییس -هنری جرمی بود.
در سال ۱۸۳۶ وی جانشین آندره-ماری آمپر در انجمن علمی آن سال شد و در سال ۱۸۴۰ از آکادمی اکول پلی‌تکنیک موفق به کسب درجه دکتری ارشد گردید. همچنین در همان سال پس از مرگ سیمون دنی پواسون موفق به کسب درجه دکتری مکانیک نیز گردید.
وی ارایه دهنده تئوری اشتورم-لیویل در ریاضیات با همکاری ژوزف لیویل نیز می‌باشد.
همچنین در سال ۱۸۲۶ با کمک به همکارش ژان-دانیل کالادن طی یک آزمایش تجربی موفق به تعیین سرعت صوت در آب گردید.
در ۱۸۵۱ دچار بیماری شد که در نهایت منجر به مرگ وی در سال ۱۸۵۵ گردید.
ستاره ۳۱۰۴۳ اشتورم به نام وی نامگذاری گردید و نامش جزو ۷۲ نام ثبت شده در برج ایفل است.